# Kingsley Black
Kingsley Terence Black (født 22. juni 1968 i Luton, England) er en engelskfødt nordirsk tidligere fodboldspiller (midtbane).
Black spillede 30 kampe for Nordirlands landshold. Hans første kamp var en venskabskamp mod Frankrig i april 1988, hans sidste en venskabskamp mod Rumænien i marts 1994.
På klubplan spillede Black hele sin karriere i England, hvor han blandt andet var tilknyttet Luton Town i sin fødeby, samt Nottingham Forest, Sheffield United og Grimsby. I 1988 var han med Luton med til at vinde Liga Cuppen, og Black spillede hele kampen i finalesejren over Arsenal.

## Titler
Football League Cup
- 1988 med Luton Town